# Stephan Hoffmann (Schauspieler)
Stephan Hoffmann (* 1960) ist ein deutscher Schauspieler, Synchronsprecher, Dialogregisseur und Dialogbuchautor.

## Werdegang
Hoffmann absolvierte von 1980 bis 1983 eine Schauspielausbildung an der Universität für Musik und darstellende Kunst in Graz. Im selben Jahr spielte er eine Gastrolle in der Folge Lohmanns innerer Frieden aus der Fernsehserie Derrick.
In den folgenden Jahren arbeitete Hoffmann neben Theaterengagements als Synchronsprecher in München. Seine Stimme war z. B. zu hören als Thorne Forrester in der US-Seifenoper Reich und Schön (1988–1992), für Gregory Harrison in der Krankenhausserie Trapper John, M.D. (1989–1994), für Marcus Giamatti in Für alle Fälle Amy (2003–2005) oder als Enel in One Piece (2005).
Seit 2006 lebt Stephan Hoffmann in Berlin, wo er neben seiner Tätigkeit als Synchronsprecher auch als Dialogregisseur und Dialogbuchautor für circa 100 fremdsprachige Produktionen tätig wurde. Zu seinen Werken zählen u. a. die deutschen Fassungen von Lars von Triers szenisches Drama Manderlay (2005), das preisgekrönte rumänische Filmdrama 4 Monate, 3 Wochen und 2 Tage (2007) über die Diktaturherrschaft von Ceaușescu, Jean-François Richets biografische Verfilmung über den französischen Verbrecher Jacques Mesrine Public Enemy No. 1 und dessen Fortsetzung (2009), Oliver Parkers Filmversion von Dorian Gray (2010), Danis Tanovićs bosnisches Drama Cirkus Columbia (2011), Jodie Fosters Tragikomödie Der Biber (2011), die US-Komödie Young Adult (2012) mit Charlize Theron, "La Grande Bellezza" von Paolo Sorrentino und „Le Passe“ von Asghar Farhadi. Außerdem zeichnete Hoffmann für Synchronbuch und Dialogregie der Serien The Newsroom (2012) und Homeland (2013) verantwortlich.
Als sich Alexander Sokurow entschied, eine neue Adaption von Faust zu verfilmen, wollte er trotz internationaler Besetzung in deutscher Sprache, also in der Originalsprache des Werkes, drehen. Für die Bearbeitung der Dialoge beauftragte er den Synchronautor und -regisseur Stephan Hoffmann, die Zusammenarbeit dauerte insgesamt rund 10 Wochen, wobei in den letzten drei Wochen die Sprachaufnahmen in der Berliner Synchron AG stattfanden. Als der Film 2011 mit dem Goldenen Löwen der Filmfestspiele von Venedig ausgezeichnet wurde, würdigte Sokurov Hoffmann mit den Worten: „Der Kopf des Goldenen Löwen gebühre ihm.“
Darüber hinaus arbeitet Hoffmann als Rhetoriktrainer und als Gastdozent an der Kunstuniversität Graz.

## Synchronrollen (Auswahl)

### Filme
- 1983: Zeder – Denn Tote kehren wieder – Gabriele Lavia als Stefano
- 1995: Truman – Željko Ivanek als Eddie Jacobsen
- 1996: Rebound: The Legend of Earl Manigault – Glynn Turman als Coach Powell
- 1996: Jack Reed: Gnadenlose Jagd – James Lancaster als Billy
- 1997: Für einen Mann durch die Hölle – Steven Ford als Dick DeGuerin
- 1998: Freudlose Augenblicke – Christopher Martin als Sylvia's Boss
- 1998: Idioten – Jens Albinus als Stoffer
- 1999: Privatdetektiv Spenser: Verdächtiges Schweigen – Conrad Coates als Owen Brooks
- 2000: Thirteen Days – Frank Wood als McGeorge Bundy
- 2000: Blood Simple – Eine mörderische Nacht – John Getz als Ray
- 2000: Mahler – Richard Morant als Max
- 2001: Der Herr der Ringe: Die Gefährten – Marton Csokas als Celeborn
- 2002: Nancy Drew – Auf der Suche nach der Wahrheit – Dale Midkiff als Jimbo Mitchell
- 2003: Der Herr der Ringe: Die Rückkehr des Königs – Marton Csokas als Celeborn
- 2004: Die Unglaublichen – The Incredibles – Wayne Canney als Schuldirektor
- 2005: Supercross – Robert Carradine als Clay Sparks
- 2006: Flug 93 – Christian Clemenson als Thomas E. Burnett, Jr.
- 2007: Die Girls von St. Trinian – Steve Furst als Bank Manager
- 2008: Leg dich nicht mit Zohan an – John Farley als Tom
- 2009: Yorkshire Killer – Tony Pitts als John Nolan
- 2010: Ein Leben für den Tod – Danny Huston als Geoffrey Fieger
- 2011: Texas Killing Fields – Schreiendes Land – Mark Adam als Observierender Detective #1
- 2011: Atemlos – Gefährliche Wahrheit – Dermot Mulroney als Martin Price
- 2012: Act of Valor – Rorke Denver als Lieutenant Rorke
- 2013: Seelen – Marcus Lyle Brown als Heiler Fords
- 2014: Missbrauch von Schwäche – Marc de Bodin de Galembert als Rechtsanwalt
- 2015: Trigger Point – Bill Rowat als Thomas Calhoun
- 2015: The Program – Um jeden Preis – J. D. Evermore als Tailwind-Vorsitzender

### Serien
- 1989: Trapper John, M.D. – Gregory Harrison als Dr. George Alonzo "Gonzo/ Gonz" Gates
- 1989: Falcon Crest – Stephen Burleigh als Richter Pat Ambrose
- 1992: Die Simpsons – Harvey Fierstein als Karl
- 1995: Eine schrecklich nette Familie – John Bloom als Billy Ray Wetnap
- 1996: Die Nanny – Peter Bergman als Peter Bergman (Jack Abbott)
- 1997: Beverly Hills, 90210 – Steven Culp als Mr. Dreesen
- 1998: Verrückt nach dir – Ralph Bruneau als Jim
- 2008: Ghost Whisperer – Stimmen aus dem Jenseits – Alan Ruck als Steve Sinclair
- 2009: Ghost Whisperer – Stimmen aus dem Jenseits – J. C. MacKenzie als Emmas Vater
- 2009: Desperate Housewives – Stephen Spinella als Dr. Samuel Heller